# Seleção Mexicana de Futebol
A Seleção Mexicana de Futebol representa o México nas competições de futebol e é regido pela Federação Mexicana de Futebol (Femexfut ou FMF), o órgão regulador do futebol no México. No geral, o estádio de casa do México é o Estádio Azteca. A equipe é atualmente a 15° no Ranking Mundial da FIFA e 12ª no Ranking Mundial Elo.
O México se classificou para quatorze Copas do Mundo e se classificou consecutivamente desde 1994; México jogou contra a França no primeiro jogo da primeira Copa do Mundo em 13 de Julho de 1930. A melhor progressão do México é ter chegado às quartas de final nas Copas de 1970 e 1986, sendo que ambas foram disputadas em solo mexicano.
O México é, historicamente, a equipe de maior sucesso nacional na região da CONCACAF, pois eles são a única seleção da região a ganhar um título oficial reconhecido da FIFA. Eles detêm uma medalha de ouro olímpica, uma Copa das Confederações, dois Mundiais Sub-17, dez campeonatos da CONCACAF, incluindo treze Copas Ouro da CONCACAF, uma Copa das Nações da América do Norte e dois Campeonatos NAFC.
Embora o México esteja sob a jurisdição da CONCACAF, a equipe de futebol nacional tem sido regularmente convidada para competir na Copa América desde a do Equador em 1993, terminando como vice-campeão duas vezes e obtendo a medalha de terceiro lugar em três ocasiões.

## História

### Primeiros anos
O futebol no México foi organizado no início do século XX por grupos de imigrantes europeus, nomeadamente mineiros córnicos da Cornualha, Inglaterra, e em anos mais tarde, espanhóis exilados que fugiam da Guerra Civil Espanhola. A equipe original jogou contra a Guatemala em solo guatemalteco e a equipe mexicana venceu por 3-2.
Uma série de amistosos internacionais foram jogados contra a representação nacional da Guatemala em 9, 12 e 16 de dezembro de 1923. O jogo em 9 de dezembro foi jogado no Parque España e foi vencido pelo México com um placar final de 2-1. Em 12 de dezembro, o jogo terminou em uma vitória por 2-0 para o México e o jogo final da série terminou em um empate em 3-3. O técnico desta equipe era Rafael Garza Gutiérrez "Récord" e o assistente era Adolfo Frías. Os quatorze jogadores selecionados para esta série de amistosos incluem: Nacho de la Garza, Pedro "Perico" Legorreta, Manuel "Güero" Yáñez, Enrique "La Matona" Esquivel, Agustín Ojeda, Roberto Jardón, Carlos Garcés, Horacio Ortiz, Adeodato López, Mauro Guadarrama "La Venada" Alatorre, Cornelio Cuevas e Alfredo García Besné.
Seriam mais quatro anos antes de a equipe nacional ser representada em amistosos internacionais. Em preparação para um amistoso contra a Espanha, o time jogou um amistoso contra a sua equipe "B" em 12 de junho de 1927, vencendo por 4-2. Em 19 de junho de 1927, a equipe mexicana enfrentou a seleção da Espanha, empatando em 3-3. Durante esta série, a equipe também jogou contra o clube uruguaio Nacional de Montevideo, perdendo de 3-1.

### Formação

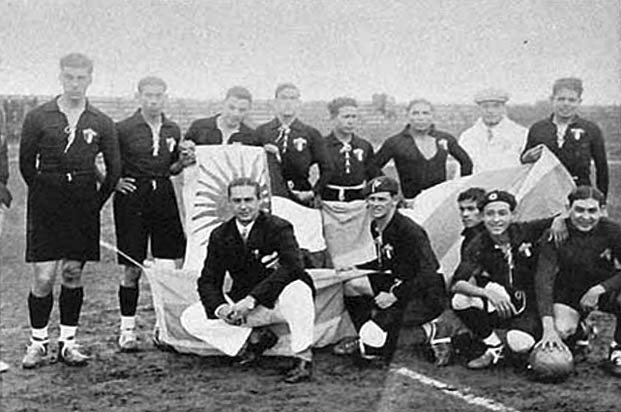
México em 1930.

Em 9 de agosto de 1927, o organismo oficial que rege o futebol no México foi fundado. Desde a sua criação, a federação tem sido o principal órgão responsável pela promoção, administração, organização, gestão e financiamento da equipe de futebol nacional mexicana, assim como toda a competição de futebol no México. Representantes do clube da primeira divisão da federação votaram na direção, gerência e equipe técnica da equipe de futebol nacional. Os Jogos Olímpicos de Verão de 1928 foram anfitriões do primeiro torneio internacional do México. Antes do torneio, a equipe mexicana realizou amistosos contra a seleção de Astúrias, bem como dois amistosos contra a Espanha. Estes jogos resultaram em dois empates e uma derrota. No torneio olímpico, o México enfrentou a Espanha nas oitavas de final em 30 de maio de 1928, resultando em uma derrota por 7-1 para o México.
O México participou da Copa do Mundo FIFA de 1930, tendo sido agrupados com a Argentina, Chile e França. O primeiro jogo do México foi jogado contra a França no Estádio Pocitos, em Montevidéu, em 13 de julho de 1930. A partida terminou com uma vitória por 4-1 para a França, mas testemunhou o primeiro gol do México em Copas do Mundo por Juan Carreño. Este jogo ocorreu simultaneamente com o jogo EUA-Bélgica. Em seu segundo jogo do torneio, o México perdeu para o Chile por 3-0 em Montevidéu no Estádio Gran Parque Central. O terceiro jogo do México, contra a Argentina, contou com o primeiro pênalti do torneio, assinalado aos 42' e marcado por Manuel Rosas, do México. Um total de cinco pênaltis foram assinalados durante a partida, que foi arbitrada pelo boliviano Ulises Saucedo, três deles controversos.

### Pós-Segunda Guerra Mundial
O México não aparece novamente em uma Copa do Mundo até a Copa de 1950. Antes de 1970, o México se esforçou para fazer um impacto muito grande na Copa do Mundo quando competindo contra equipes europeias e sul-americanas. No entanto, o goleiro Antonio Carbajal tem a distinção de ser o primeiro jogador a aparecer em cinco Copas do Mundo FIFA consecutivas.
Em 1970, o México sediou a Copa do Mundo e começou sua campanha com um empate sem gols contra a União Soviética. Isto foi seguido por uma vitória sobre El Salvador (4-0). México avançou para a próxima rodada com uma vitória contra a Bélgica, graças a uma penalidade marcada por Gustavo Peña aos 14 minutos. Nas quartas de final, o México foi eliminado pela Itália por 4-1, apesar do México ter tido uma vantagem inicial.
O México não se classificou para a Copa do Mundo de 1974, mas classificou-se para a de 1978. O México sofreu uma eliminação precoce depois de três derrotas: 6-0 para a Alemanha Ocidental, 3-1 para a Tunísia e 3-1 para a Polônia. O México não se classificou para a Copa da Espanha de 1982.
Em 1986, o México novamente sediou a Copa do Mundo. Treinada por Bora Milutinović, o México foi colocado no Grupo B, onde derrotou a Bélgica por 2-1, empatou em 1-1 com o Paraguai e derrotou o Iraque por 1-0. Com esse desempenho, o México ganhou o primeiro lugar em seu grupo e avançou para a próxima rodada, onde enfrentou a Bulgária em uma vitória por 2-0. Nas quartas de final, o México perdeu para a Alemanha Ocidental (4-1 nos pênaltis).

#### O escândalo dosCachirules
O México foi desclassificado da Copa do Mundo FIFA de 1990 (e qualquer outra competição internacional) depois de utilizar os jogadores acima do limite de idade permitido pela FIFA na fase de qualificação para o Mundial Sub-20 de 1989. A punição originalmente seria só aplicada à equipe nacional Sub-20 e não as seleções principal e Olímpica, mas a pena foi aplicada a todos os representantes mexicanos de todos os torneios nacionais sancionados pela FIFA. Esta foi uma punição dura, já que este era o momento de ouro do lendário atacante Hugo Sánchez, que na próxima Copa do Mundo, era apenas considerado um "bom" jogador, em vez de um "lendário". Muitos outros jogadores que estavam tendo um momento emocionante em suas carreiras de clube, como Carlos Hermosillo (Standard de Liège), Ricardo Peláez (Necaxa), Alberto García Aspe (Pumas UNAM), Adrián Chávez (América), Fernández Felix (Atlante), Luis Flores (Pumas UNAM), Zaguinho (América), Miguel Herrera (Atlante), Benjamín Galindo (Guadalajara), Daniel Guzmán (Universidad de Guadalajara), Guillermo Huerta (América); e muitos outros viram o sonho da Copa do Mundo de 1990 ser despedaçado, esmagado e arruinado por este escândalo que na mídia mexicana ficou conhecido como "Los Cachirules".

#### Pós-1990
Na década de 1990, após contratar o técnico César Luis Menotti, o futebol mexicano começou a experimentar um grande sucesso internacional. Um ponto de viragem importante foi sua participação na Copa América de 1993, onde terminou em segundo lugar no torneio, perdendo para a Argentina por 2-1 na final. Para a Copa do Mundo de 1994, jogadores como Hermosillo (Cruz Azul), Sanchez (Rayo Vallecano), García Aspe (Necaxa), Chávez (América), Fernández (Atlante), Galindo (Chivas) e Zaguinho (América) foram escalados para a equipe embora não em suas melhores condições. Como para Peláez, que foi cortado do elenco de 1994, seu tempo chegaria na Copa do Mundo de 1998 (realizada na França): ele conseguiu fazer parte da equipe e marcou dois gols memoráveis, contra a Coreia do Sul e Holanda, com 35 anos de idade.
Desde a sua chegada em segundo lugar na Copa América 1993, o México tem sido um participante regular no torneio sul-americano e já competiu bem. Ele ganhou o terceiro lugar em 1997, 1999 e 2007, e outra segunda colocação em 2001. O México sempre esteve nas quartas de final da Copa América até a de 2011 e duas vezes teve o artilheiro do torneio (Luis García em 1995 [dividiu o título com o atacante argentino Gabriel Batistuta] e Luis Hernández em 1997).
Após sua participação na Copa Rei Fahd (que acabaria por se tornar a Copa das Confederações da FIFA) e ser treinado novamente por Bora Milutinovic e depois por Manuel Lapuente, em uma rodada muito boa de qualificação para a Copa de 1998, chegaram em primeiro lugar na CONCACAF. Na Copa do Mundo, o México foi colocado no Grupo E, com Holanda, Coreia do Sul e Bélgica. O México começou contra a Coreia do Sul perdendo de 1-0, mas virou para 3-1. A Bélgica começou derrotando o México por 2-0, mas eles reagiram e empataram em 2-2. O terceiro jogo contra a Holanda terminou em outro empate em 2-2 que resultou na qualificação do México para as oitavas de final. Na próxima rodada, o México enfrentou a Alemanha. Apesar de ter a vantagem inicial, o México não conseguiu segurá-la e perdeu o jogo por 2-1.
O México se tornou o primeiro país anfitrião a ganhar a Copa das Confederações. O México derrotou os Estados Unidos por 1-0 na semifinal, graças a um "Gol de Ouro" espetacular de Cuauhtémoc Blanco. O México ganhou o seu primeiro torneio oficial mundial da FIFA ao derrotar o Brasil com um placar final de 4-3. A estrela do México, Cuauhtémoc Blanco, dividiu a Chuteira de Ouro do torneio como artilheiro com Ronaldinho Gaúcho, e também foi premiado com a Bola de Prata.

### Século XXI
Após uma campanha difícil para a classificação para a Copa do Mundo de 2002, o México chegou a final e foi colocado no Grupo G ao lado de Itália, Croácia e Equador. O México abriu sua participação com uma vitória por 1-0 sobre a Croácia. Na segunda partida, o México ganhou por 2-1 sobre o Equador, com gols de Jared Borgetti e Gerardo Torrado. O México, em seguida, conseguiu um empate de 1-1 contra a Itália graças a um gol de Borgetti, que foi considerado um dos melhores do torneio. Na segunda rodada, o México jogou contra os rivais continentais Estados Unidos, perdendo por 2-0 em um jogo polêmico onde uma mão na bola dos EUA foi ignorada e capitão mexicano Rafael Márquez foi expulso por uma falta brutal em Cobi Jones.
Informação adicional: Copa do Mundo FIFA de 2006 - Grupo D
O México foi um dos oito cabeças-de-chave na Copa do Mundo de 2006 na Alemanha. Os oito cabeças-de-chave consistiam em Argentina, Brasil, Inglaterra, França, Alemanha, Itália, Espanha e México. Esta foi a segunda vez que uma nação da CONCACAF que não seja sede foi cabeça-de-chave. O México foi colocado no Grupo D com Irã, Angola e Portugal.
O México venceu sua partida de estreia contra o Irã por 3-1, com dois gols de Nacny Torres e um de Zinha. Em sua segunda partida, o México jogou e empatou em 0-0 com a Angola. O México juntou-se a Portugal como classificados para as oitavas de final, apesar de perder para os Portugueses de 2-1. Durante o jogo, Bravo perdeu um pênalti.
Na segunda rodada, o México jogou contra a Argentina. A equipe norte-americana marcou no 5º minuto com um gol do capitão Rafael Márquez assistido por Pável Pardo. Quatro minutos depois, a Argentina empatou a partida graças a um gol contra de Jared Borgetti. A pontuação manteve-se 1-1 após 90 minutos, e na prorrogação, um voleio de Maxi Rodríguez no segundo tempo da prorrogação trouxe uma vitória por 2-1 para a Argentina.
O técnico argentino Ricardo Lavolpe, que foi treinador do México na época, deixou o cargo de treinador após o torneio, e foi sucedido por Hugo Sánchez.
Depois de perder o jogo final da Copa Ouro da CONCACAF de 2007 por 2-1 para os Estados Unidos, o México com sucesso recuperou-se com uma performance notável no primeiro turno da Copa América de 2007 da CONMEBOL. Começando por bater o atual campeão, o Brasil, por 2-0 (gols de Nery Castillo aos 23' e Ramón Morales aos 28') em seu primeiro jogo; eles então derrotaram o Equador por 2-1 (gols de Nery Castillo aos 21' e Omar Bravo aos 79'). Na partida final, o México empatou em 0-0 com o Chile. Com esses resultados, o México ficou em primeiro lugar no Grupo B com sete pontos.
Nas quartas de final, o México derrotou o Paraguai por 6-0, mas perdeu na semifinal para a Argentina por 3-0. Com esta derrota, o México foi disputar pelo terceiro lugar contra o Uruguai, vencendo por 3-1 e reivindicando o último lugar no pódio.
Em julho de 2009, o México venceu a quinta Copa Ouro e oitavo Campeonato da CONCACAF no geral, depois de bater os Estados Unidos por 5-0 na final no Giants Stadium em East Rutherford, Nova Jersey.
Em 10 de outubro de 2009, o México se classificou para a Copa do Mundo FIFA de 2010 após derrotar El Salvador por 4-1 no Estádio Azteca.
Na Copa de 2010, o México foi colocado no Grupo A, juntamente com a anfitriã África do Sul, França e Uruguai. Na primeira partida do torneio, o México empatou em 1-1 com a anfitriã África do Sul com um ataque final de Rafael Márquez. O segundo jogo foi contra a França, a quem derrotaram por 2-0, graças a um gol de Javier Hernández e uma penalidade por Cuauhtémoc Blanco, que com esse objetivo se tornou o primeiro jogador mexicano a marcar em três Copas do Mundo diferentes. Seu último jogo no grupo foi contra o Uruguai, com ambas as equipes necessitando apenas de um empate para avançar, no entanto, México fora derrotado por 1-0, mas ainda avançou para as oitavas de final graças a um diferencial melhor no saldo de gols do que a África do Sul. Na segunda rodada, o México enfrentou a Argentina em uma revanche das oitavas de final da Copa anterior onde o México perdeu para os argentinos. A equipe mexicana ficou para trás quando um gol polêmico foi marcado por Carlos Tévez em posição de impedimento, em que a equipe argentina estava claramente posicionada de impedimento, notado por um bandeirinha que pediu ao árbitro para descontar o gol, mas o árbitro não anulou o gol. Gonzalo Higuaín marcou depois, quando Ricardo Osorio acidentalmente empurrou a bola na frente de Higuain, enquanto tentava tocá-la para um companheiro que, em seguida, tropeçando, deu a Higuain a chance de marcar o segundo gol para a Argentina. Tévez, mais tarde, marcou em um tiro quando ele não estava marcado por ninguém, dando a Argentina uma liderança de 3 gols, antes de Javier Hernández marcar o que foi considerado o melhor gol da partida, em que passou por em 3 defensores antes de marcar entre o poste e o goleiro no canto esquerdo para o que seria único gol do México na partida. Na Copa do Mundo pela quinta vez consecutiva, a equipe mexicana foi eliminada nas oitavas de final.
A Copa Ouro da CONCACAF de 2011, viu o México ser colocado no Grupo A, juntamente com Costa Rica, El Salvador e Cuba. Após a vitória por 5-0 contra Cuba, foi relatado que 5 jogadores mexicanos foram reprovados no exame antidoping, que alegou estarem com a substância proibida Clenbuterol. Os cinco jogadores suspensos foram Guillermo Ochoa, Francisco Javier Rodríguez, Antônio Naelson "Zinha", Edgar Dueñas e Christian Bermúdez. O México venceu o grupo com três vitórias e nenhuma derrota e marcando 14 gols e tomando apenas um. Eles bateram a Guatemala por 2-1 nas quartas de final e venceram Honduras na prorrogação por 2-0. Pelo terceiro ano consecutivo, a final foi contra os Estados Unidos. Depois de estar atrás no placar por 0-2, o México voltaria e marcaria 4 gols, e eventualmente vencendo a partida por 4-2, sendo assim o grande campeão, e ainda ganhou um lugar na Copa das Confederações de 2013 no Brasil.
Em 28 de junho de 2011, oito jogadores do plantel da seleção Sub-22 que foi para participar na Copa América de 2011 na Argentina foram expulsos da equipe depois que se descobriu que os jogadores tinham trazido prostitutas para o hotel onde a equipe estava hospedada em Quito, Equador.
Em 7 de agosto de 2012, durante a disputa do Torneio Olímpico de Futebol de 2012, o México chegou pela primeira vez à final dessa competição ao vencer, de virada, o Japão por 3x1. Na final, México vence o Brasil por 2 a 1 e conquista a medalha de ouro.
A seleção mexicana estreou em sua décima sétima participação na Copa do Mundo em 22 de novembro de 2022 contra a Polônia, que terminou com um empate sem gols. Na segunda rodada enfrentou a Argentina, que havia perdido de forma histórica para a Arábia Saudita, porém acabou sendo derrotado por 2 a 0 com gols de Lionel Messi e Enzo Fernández, no último jogo da fase de grupos no dia 30 de novembro o México foi obrigado a vencer a Arábia Saudita para continuar com chances de classificação às Oitavas de final. O México conseguiu vencer a seleção saudita por 2 a 1, porém acabou sendo eliminado no saldo de gols para a Polônia, que avançou junto a Argentina para o mata-mata. A eliminação precoce na fase de grupos foi a primeira vez desde 1978, com a queda na primeira fase, o treinador Gerardo Martino acabou sendo demitido, sendo considerado um dos piores treinadores que a seleção mexicana já teve.

## Títulos

### Seleção Olímpica
| INTERCONTINENTAIS | INTERCONTINENTAIS           | INTERCONTINENTAIS | INTERCONTINENTAIS                                                            |
|                   | Competição                  | Títulos           | Anos                                                                         |
| ----------------- | --------------------------- | ----------------- | ---------------------------------------------------------------------------- |
|                   | Copa das Confederações      | 1                 | 1999                                                                         |
| CONTINENTAIS      |                             |                   |                                                                              |
|                   | Competição                  | Títulos           | Anos                                                                         |
|                   | Copa Ouro da CONCACAF       | 13                | 1965, 1971, 1977, 1993, 1996, 1998, 2003, 2009, 2011, 2015, 2019, 2023, 2025 |
|                   | Liga das Nações da CONCACAF | 1                 | 2024–25                                                                      |
|                   | Copa CONCACAF               | 1                 | 2015                                                                         |

| EVENTOS MULTIESPORTIVOS | EVENTOS MULTIESPORTIVOS | EVENTOS MULTIESPORTIVOS | EVENTOS MULTIESPORTIVOS |
|                         | Competição              | Títulos                 | Anos                    |
|                         | Jogos Olímpicos         | 1                       | 2012                    |
|                         | Jogos Olímpicos         | 1                       | 2020                    |
|                         | Jogos Pan-Americanos    | 4                       | 1967, 1975, 1999, 2011  |
|                         | Jogos Pan-Americanos    | 4                       | 1955, 1991, 1995, 2015  |
|                         | Jogos Pan-Americanos    | 4                       | 2003, 2007, 2019, 2023  |
| ----------------------- | ----------------------- | ----------------------- | ----------------------- |

 Campeão invicto

## Campanhas
| Seleção Principal             | Seleção Principal                                                                 | Seleção Principal          | Seleção Principal          | Seleção Principal |
| Torneio                       | Campeão                                                                           | Vice-campeão               | Terceiro                   | Quarto            |
| ----------------------------- | --------------------------------------------------------------------------------- | -------------------------- | -------------------------- | ----------------- |
| Copa das Confederações        | 1 (1999)                                                                          |                            | 1 (1995)                   | 2 (2005, 2017)    |
| Copa CONCACAF                 | 1 (2015)                                                                          |                            |                            |                   |
| Copa Ouro da CONCACAF         | 12 (1965, 1971, 1977, 1993, 1996, 1998, 2003, 2009, 2011, 2015, 2019, 2023)       | 2 (1967, 2007)             | 4 (1973, 1981, 1991, 2013) | 1 (1969)          |
| Liga das Nações da CONCACAF   | 1 (2024–25)                                                                       | 2 (2019–20),(2023–24)      | 1(2022–23)                 |                   |
| Copa América                  |                                                                                   | 2 (1993, 2001)             | 3 (1997, 1999, 2007)       |                   |
| Campeonato Pan-Americano      |                                                                                   |                            | 1 (1960)                   |                   |
| Seleção de Base               |                                                                                   |                            |                            |                   |
| Torneio                       | Campeão                                                                           | Vice-campeão               | Terceiro                   | Quarto            |
| Campeonato Mundial Sub-20     |                                                                                   | 1 (1977)                   | 1 (2011)                   |                   |
| Campeonato Mundial Sub-17     | 2 (2005, 2011)                                                                    | 2 (2013, 2019)             |                            | 1(2015)           |
| Campeonato da CONCACAF Sub-20 | 13 (1962, 1970, 1973, 1974, 1976, 1978, 1980, 1984, 1990, 1992, 2011, 2013, 2015) |                            | 2 (1988, 1996)             |                   |
| Campeonato da CONCACAF Sub-17 | 5 (1985, 1987, 1991, 1996, 2013)                                                  | 1 (1992)                   | 1 (1983)                   | 1 (1994)          |
| Seleção Olímpica              |                                                                                   |                            |                            |                   |
| Torneio                       | Ouro                                                                              | Prata                      | Bronze                     |                   |
| Jogos Olímpicos               | 1 (2012)                                                                          |                            | 1 (2020)                   |                   |
| Jogos Pan-Americanos          | 4 (1967, 1975, 1999, 2011)                                                        | 4 (1955, 1991, 1995, 2015) | 4 (2003, 2007, 2019, 2023) |                   |

## Registro competitivo

### Registro deCopas do Mundo FIFA
| Registro de Copas do Mundo FIFA | Registro de Copas do Mundo FIFA | Registro de Copas do Mundo FIFA | Registro de Copas do Mundo FIFA | Registro de Copas do Mundo FIFA | Registro de Copas do Mundo FIFA | Registro de Copas do Mundo FIFA | Registro de Copas do Mundo FIFA | Registro de Copas do Mundo FIFA |
| Ano                             | Rodada                          | Posição                         | J                               | V                               | E                               | D                               | GF                              | GC                              |
| ------------------------------- | ------------------------------- | ------------------------------- | ------------------------------- | ------------------------------- | ------------------------------- | ------------------------------- | ------------------------------- | ------------------------------- |
| 1930                            | Fase de Grupos                  | 13º                             | 3                               | 0                               | 0                               | 3                               | 4                               | 13                              |
| 1934                            | Não se classificou              | Não se classificou              | Não se classificou              | Não se classificou              | Não se classificou              | Não se classificou              | Não se classificou              | Não se classificou              |
| 1938                            | Desistiu                        | Desistiu                        | Desistiu                        | Desistiu                        | Desistiu                        | Desistiu                        | Desistiu                        | Desistiu                        |
| 1950                            | Fase de Grupos                  | 12º                             | 3                               | 0                               | 0                               | 3                               | 2                               | 10                              |
| 1954                            | Fase de Grupos                  | 14º                             | 2                               | 0                               | 0                               | 2                               | 2                               | 8                               |
| 1958                            | Fase de Grupos                  | 16º                             | 3                               | 0                               | 1                               | 2                               | 1                               | 8                               |
| 1962                            | Fase de Grupos                  | 11º                             | 3                               | 1                               | 0                               | 2                               | 3                               | 4                               |
| 1966                            | Fase de Grupos                  | 12º                             | 3                               | 0                               | 2                               | 1                               | 1                               | 3                               |
| 1970                            | Quartas de finais               | 6º                              | 4                               | 2                               | 1                               | 1                               | 6                               | 4                               |
| 1974                            | Não se classificou              | Não se classificou              | Não se classificou              | Não se classificou              | Não se classificou              | Não se classificou              | Não se classificou              | Não se classificou              |
| 1978                            | Fase de Grupos                  | 16º                             | 3                               | 0                               | 0                               | 3                               | 2                               | 12                              |
| 1982                            | Não se classificou              | Não se classificou              | Não se classificou              | Não se classificou              | Não se classificou              | Não se classificou              | Não se classificou              | Não se classificou              |
| 1986                            | Quartas de finais               | 6º                              | 5                               | 3                               | 2                               | 0                               | 6                               | 2                               |
| 1990                            | Banido                          | Banido                          | Banido                          | Banido                          | Banido                          | Banido                          | Banido                          | Banido                          |
| 1994                            | Oitavas de final                | 13º                             | 4                               | 1                               | 2                               | 1                               | 4                               | 4                               |
| 1998                            | Oitavas de final                | 13º                             | 4                               | 1                               | 2                               | 1                               | 8                               | 7                               |
| 2002                            | Oitavas de final                | 11º                             | 4                               | 2                               | 1                               | 1                               | 4                               | 4                               |
| 2006                            | Oitavas de final                | 15º                             | 4                               | 1                               | 1                               | 2                               | 5                               | 5                               |
| 2010                            | Oitavas de final                | 14º                             | 4                               | 1                               | 1                               | 2                               | 4                               | 5                               |
| 2014                            | Oitavas de final                | 10º                             | 4                               | 2                               | 1                               | 1                               | 5                               | 2                               |
| 2018                            | Oitavas de final                | 12º                             | 4                               | 2                               | 0                               | 2                               | 3                               | 6                               |
| 2022                            | Fase de Grupos                  | 22º                             | 3                               | 1                               | 1                               | 1                               | 2                               | 3                               |
| 2026                            | A definir                       |                                 |                                 |                                 |                                 |                                 |                                 |                                 |
| Total                           | 0 títulos                       | 17/22                           | 60                              | 17                              | 15                              | 28                              | 62                              | 100                             |

### Registro deCopa das Confederações
| Ano   | Rodada             | J                  | V                  | E*                 | D                  | GF                 | GC                 |
| ----- | ------------------ | ------------------ | ------------------ | ------------------ | ------------------ | ------------------ | ------------------ |
| 1992  | Não se classificou | Não se classificou | Não se classificou | Não se classificou | Não se classificou | Não se classificou | Não se classificou |
| 1995  | Terceiro lugar     | 3                  | 1                  | 2                  | 0                  | 4                  | 2                  |
| 1997  | Fase de Grupos     | 3                  | 1                  | 0                  | 2                  | 8                  | 6                  |
| 1999  | Campeão            | 5                  | 4                  | 1                  | 0                  | 13                 | 6                  |
| 2001  | Fase de Grupos     | 3                  | 0                  | 0                  | 3                  | 1                  | 8                  |
| 2003  | Não se classificou | Não se classificou | Não se classificou | Não se classificou | Não se classificou | Não se classificou | Não se classificou |
| 2005  | Quarto lugar       | 5                  | 2                  | 2                  | 1                  | 7                  | 6                  |
| 2009  | Não se classificou | Não se classificou | Não se classificou | Não se classificou | Não se classificou | Não se classificou | Não se classificou |
| 2013  | Fase de Grupos     | 3                  | 1                  | 0                  | 2                  | 3                  | 5                  |
| 2017  | Quarto lugar       | 5                  | 2                  | 1                  | 2                  | 8                  | 10                 |
| Total | 1 título           | 27                 | 11                 | 6                  | 10                 | 44                 | 43                 |

### Registro deCopa Ouro da CONCACAF
| Ano    | Rodada            | J              | V              | E*             | D              | GF             | GC             |
| ------ | ----------------- | -------------- | -------------- | -------------- | -------------- | -------------- | -------------- |
| 1963   | Fase de Grupos    | 3              | 1              | 1              | 1              | 9              | 2              |
| 1965   | Campeão           | 5              | 4              | 1              | 0              | 13             | 2              |
| 1967   | Vice-campeão      | 5              | 4              | 0              | 1              | 10             | 1              |
| 1969   | Quarto lugar      | 5              | 1              | 2              | 2              | 4              | 5              |
| 1971   | Campeão           | 5              | 4              | 1              | 0              | 6              | 1              |
| 1973   | Terceiro lugar    | 5              | 2              | 2              | 1              | 10             | 5              |
| 1977   | Campeão           | 5              | 5              | 0              | 0              | 20             | 5              |
| 1981   | Terceiro lugar    | 5              | 1              | 3              | 1              | 6              | 3              |
| 1985   | Não participou    | Não participou | Não participou | Não participou | Não participou | Não participou | Não participou |
| 1989   | Banido            | Banido         | Banido         | Banido         | Banido         | Banido         | Banido         |
| 1991   | Terceiro lugar    | 5              | 3              | 1              | 1              | 10             | 5              |
| 1993   | Campeão           | 5              | 4              | 1              | 0              | 28             | 2              |
| 1996   | Campeão           | 4              | 4              | 0              | 0              | 9              | 0              |
| 1998   | Campeão           | 4              | 4              | 0              | 0              | 8              | 2              |
| 2000   | Quartas de finais | 3              | 1              | 1              | 1              | 6              | 3              |
| 2002   | Quartas de finais | 3              | 2              | 1              | 0              | 4              | 1              |
| 2003   | Campeão           | 5              | 4              | 1              | 0              | 9              | 0              |
| 2005   | Quartas de finais | 4              | 2              | 0              | 2              | 7              | 4              |
| 2007   | Vice-campeão      | 6              | 4              | 0              | 2              | 7              | 5              |
| 2009   | Campeão           | 6              | 5              | 1              | 0              | 15             | 2              |
| 2011   | Campeão           | 6              | 6              | 0              | 0              | 22             | 4              |
| 2013   | Semifinais        | 5              | 3              | 0              | 2              | 8              | 5              |
| 2015   | Campeão           | 6              | 4              | 0              | 0              | 16             | 6              |
| 2017   | Semifinais        | 6              | 3              | 1              | 1              | 6              | 2              |
| 2019   | Campeão           | 6              | 5              | 1              | 0              | 16             | 4              |
| 2021   | Vice-campeão      | 6              | 4              | 1              | 1              | 9              | 2              |
| , 2023 | Campeão           | 6              | 5              | 0              | 1              | 13             | 2              |
| Total  | 12 títulos        | 133            | 85             | 21             | 17             | 271            | 73             |

### Registro deCopa América
| Registro de Copa América da CONMEBOL | Registro de Copa América da CONMEBOL | Registro de Copa América da CONMEBOL | Registro de Copa América da CONMEBOL | Registro de Copa América da CONMEBOL | Registro de Copa América da CONMEBOL | Registro de Copa América da CONMEBOL | Registro de Copa América da CONMEBOL | Registro de Copa América da CONMEBOL |
| Ano                                  | Rodada                               | Posição                              | J                                    | V                                    | E*                                   | D                                    | GF                                   | GC                                   |
| ------------------------------------ | ------------------------------------ | ------------------------------------ | ------------------------------------ | ------------------------------------ | ------------------------------------ | ------------------------------------ | ------------------------------------ | ------------------------------------ |
| 1993                                 | Vice-campeão                         | 2º                                   | 6                                    | 2                                    | 2                                    | 2                                    | 8                                    | 7                                    |
| 1995                                 | Quartas de finais                    | 7º                                   | 4                                    | 1                                    | 2                                    | 1                                    | 5                                    | 4                                    |
| 1997                                 | Terceiro lugar                       | 3º                                   | 6                                    | 2                                    | 2                                    | 2                                    | 8                                    | 9                                    |
| 1999                                 | Terceiro lugar                       | 3º                                   | 6                                    | 3                                    | 1                                    | 2                                    | 10                                   | 9                                    |
| 2001                                 | Vice-campeão                         | 2º                                   | 6                                    | 3                                    | 1                                    | 2                                    | 7                                    | 5                                    |
| 2004                                 | Quartas de finais                    | 6º                                   | 4                                    | 2                                    | 1                                    | 1                                    | 5                                    | 7                                    |
| 2007                                 | Terceiro lugar                       | 3º                                   | 6                                    | 4                                    | 1                                    | 1                                    | 13                                   | 5                                    |
| 2011                                 | Fase de Grupos                       | 12º                                  | 3                                    | 0                                    | 0                                    | 3                                    | 1                                    | 4                                    |
| 2015                                 | Fase de Grupos                       | 11º                                  | 3                                    | 0                                    | 2                                    | 1                                    | 4                                    | 5                                    |
| 2016                                 | Quartas de finais                    | 7°                                   | 4                                    | 2                                    | 1                                    | 1                                    | 6                                    | 9                                    |
| 2024                                 | Fase de Grupos                       | 9°                                   | 3                                    | 1                                    | 1                                    | 1                                    | 1                                    | 1                                    |
| Total                                |                                      | 11/48                                | 51                                   | 20                                   | 14                                   | 17                                   | 68                                   | 65                                   |

### Registro deJogos Pan-Americanos
- 1951 - Não entrou
- 1955 - Medalha de prata
- 1959 - Sexto lugar
- 1963 - Não entrou
- 1967 - Medalha de ouro
- 1971 - 1ª Rodada
- 1975 - Medalha de ouro
- 1979 - Não entrou
- 1983 - 1º Rodada
- 1987 - Quarto lugar
- 1991 - Medalha de prata
- 1995 - Medalha de prata
- 1999 - Medalha de ouro
- 2003 - Medalha de bronze
- 2007 - Medalha de bronze
- 2011 - Medalha de ouro
- 2015 - Medalha de prata
- 2019 - Medalha de bronze
- 2023 - Medalha de bronze

### Registro deJogos Centro-Americanos e do Caribe
- 1935 - Medalha de ouro
- 1938 - Medalha de ouro
- 1946 - Não participou
- 1950 - Rodada 1
- 1954 - Medalha de prata
- 1959 - Medalha de ouro
- 1962 - Medalha de prata
- 1966 - Medalha de ouro
- 1978 - Quarto lugar
- 1982 - Medalha de prata
- 1986 - Medalha de bronze
- 1990 - Medalha de ouro
- 1993 - Medalha de prata
- 1998 - Medalha de prata
- 2002 - Medalha de prata
- 2006 - Quartas de finais
- 2010 - Não participou
- 2014 - Medalha de ouro
- 2018 - Rodada 1
- 2023 - Medalha de ouro

### Registro deUniversíadas
- 1979 - Medalha de ouro

### Registro de Campeonatos da NAFC
- 1947 - Campeão
- 1949 - Campeão

### Registro de Copas das Nações Norte-Americanas
- 1990 - Vice-campeão
- 1991 - Campeão

## Registro de Jogadores
| Colocação | Jogador           | Gols | Anos      |
| --------- | ----------------- | ---- | --------- |
| 1         | Javier Hernández  | 52   | 2009–     |
| 2         | Jared Borgetti    | 46   | 1997–2008 |
| 3         | Cuauhtémoc Blanco | 39   | 1995–2014 |
| 4         | Carlos Hermosillo | 35   | 1984–1997 |
| 5         | Luis Hernández    | 35   | 1995–2002 |
| 6         | Raúl Jiménez      | 35   | 2013–     |
| 7         | Enrique Borja     | 31   | 1966–1975 |
| 8         | Luis Flores       | 29   | 1983–1993 |
| 8         | Luis García       | 29   | 1991–1999 |
| 8         | Hugo Sánchez      | 29   | 1977–1998 |
| 11        | Benjamín Galindo  | 28   | 1983–1998 |
| 11        | Andrés Guardado   | 28   | 2005–     |

| Posição | Jogador           | Jogos | Anos      |
| ------- | ----------------- | ----- | --------- |
| 1       | Andrés Guardado   | 181   | 2005-     |
| 2       | Claudio Suárez    | 177   | 1992–2006 |
| 3       | Guillermo Ochoa   | 151   | 2005–     |
| 4       | Rafael Márquez    | 148   | 1997-2018 |
| 5       | Pável Pardo       | 146   | 1996–2009 |
| 6       | Gerardo Torrado   | 144   | 1996–2013 |
| 7       | Héctor Moreno     | 132   | 2007-     |
| 8       | Jorge Campos      | 129   | 1991–2003 |
| 9       | Carlos Salcido    | 123   | 2004–2014 |
| 10      | Cuauhtémoc Blanco | 119   | 1995–2000 |

## Técnicos
A partir de 24 de junho de 2017.